# Шони Хилс (округ Делавер, Охајо)
Шони Хилс (енгл. Shawnee Hills, Delaware County) град је у америчкој савезној држави Охајо.

## Демографија
По попису из 2010. године број становника је 681, што је 262 (62,5%) становника више него 2000. године.
| Група             | 2000.       | 2010.       |
| Белци             | 391 (93,3%) | 618 (90,7%) |
| Афроамериканци    | 9 (2,1%)    | 17 (2,5%)   |
| Азијати           | 6 (1,4%)    | 22 (3,2%)   |
| Хиспаноамериканци | 8 (1,9%)    | 13 (1,9%)   |
| Укупно            | 419         | 681         |